# Kubo Taito
Kubo Noriaki (Nhật: 久保 宣章 sinh ngày 26 tháng 6 năm 1977), thường được biết đến với bút danh Kubo Taito (久保 帯人 "Tite Kubo" ở các nước nói tiếng Anh), là một họa sĩ truyện tranh Nhật Bản. Ông nổi tiếng với series manga Bleach (2001-2016).

## Tiểu sử
Kubo sinh ngày 26 tháng 6 năm 1977 tại tỉnh Hiroshima, nơi cha ông làm thành viên của hội đồng thị trấn. Ở trường tiểu học, ông đã quyết định trở thành một nghệ sĩ manga, do đọc manga Saint Seiya. Yomikiri đầu tiên của ông là "Ultra Unholy Hearted Machine", viết cho Weekly Shōnen Jump năm 1996. Ông đã viết bộ truyện tranh đầu tiên Zombiepowder, cũng được xuất bản trong Weekly Shōnen Jump năm 1999. Nó đã chạy được 27 chương ngắn trước khi bị hủy vào năm 2000. Theo bình luận của tác giả, Kubo đã trong trạng thái tổn thương tinh thần nghiêm trọng khi ông viết nó.
Kubo sau đó tuyên bố rằng ông không quen với việc xuất bản hàng tuần của tạp chí và thường chú ý nhiều hơn đến những bình luận của biên tập viên hơn là những ý tưởng của riêng ông.